# Cantone di Cuyabeno
Il Cantone di Cuyabeno è un cantone dell'Ecuador che si trova nella Provincia di Sucumbíos.
Il capoluogo del cantone è Tarapoa.